# باربرا فاست
باربرا فاست (بالإنجليزية: Barbara Fast)‏ (و. 1953 –  م) هي من الولايات المتحدة الأمريكية .